# Norberto d’Alva Costa Alegre
Norberto José d’Alva Costa Alegre (* 1951) war von 1992 bis 1994 Premierminister von São Tomé und Príncipe.

## Politische Laufbahn
Er trat der 1990 gegründeten Partei Partido de Convergência Democrática-Grupa de Reflexão (PCD-GR) bei. In der Regierung von Daniel Lima dos Santos Daio war er Finanz- und Wirtschaftsminister. Nach dessen Entlassung durch den seit 1991 regierenden Präsidenten Miguel Trovoada am 22. April 1992 wurde er am 16. Mai neuer Regierungschef. Seine Amtszeit endete am 2. Juli 1994, als er vom Präsidenten entlassen wurde. Sein Nachfolger wurde der bisherige Verteidigungsminister Evaristo Carvalho, der dafür aus der PCD-GR ausgeschlossen wurde. Seine PCD-GR firmiert nach Bildung einer Allianz mit der Partei Movimento Democrático das Forças da Mudança unter dem Namen MDFM-PCD und er hatte später einen Parlamentssitz für den Wahlkreis Água Grande inne, in dem sich die Hauptstadt São Tomé befindet.
Er ist mit Alda Bandeira verheiratet, die zu den Mitbegründern der PCD-GR gehörte und von 1991 bis 1993 sowie 2002 Außenministerin war. Am 30. Juni 1996 trat sie als Präsidentschaftskandidatin an, schied aber mit 14,6 Prozent der Stimmen im ersten Wahlgang aus.